# 代替の弾力性
代替の弾力性（だいたいのだんりょくせい、英: The elasticity of substitution）とは、生産関数の2つの要素の比率の変化を限界代替率で割ったもの。競争的市場では、2つの生産要素の価格比が1%変化したときに、その要素の投入量の比が何%変化するかを測る指標となる。等量曲線の曲率の指標であり、2つの要素の代替率（同質性の程度）を測る指標である。以上の記述は生産関数を前提にしているが、同様の概念を効用関数を前提にしても定義することができる。

## 歴史
ジョン・ヒックスが1932年にこの概念を提示した。ジョーン・ロビンソンも1933年に別にこの概念を提示するが、数学的な導出はヒックスと同様のものであった。

## 定義
代替の弾力性を表す文字をギリシャ文字シグマ（{\displaystyle \sigma }）で統一する。{\displaystyle x}の{\displaystyle y}に対する弾力性の一般的な定義は{\displaystyle \sigma _{xy}=}({\displaystyle x}の変化率)/({\displaystyle y}の変化率)であり、これは、微分可能な変数であれば{\displaystyle \sigma _{xy}=(dx/x)/(dy/y)=(dx/dy)\times (y/x)}と書ける。

### 生産関数のケース
資本{\displaystyle K}と労働{\displaystyle L}という2つの生産要素があるとする。資本と労働の代替の弾力性{\displaystyle \sigma }は
{\displaystyle \sigma _{KL}={\frac {d(K/L)/(K/L)}{d(MP_{L}/MP_{K})/(MP_{L}/MP_{K})}}={\frac {d(K/L)/(K/L)}{d(w/r)/(w/r)}}}
となる。ただし{\displaystyle MP_{L}}は労働の限界生産、{\displaystyle MP_{K}}は資本の限界生産、{\displaystyle w}は賃金、{\displaystyle r}は資本レンタルである。要素価格が変化したときに、生産者がどれくらいそれぞれの生産要素の投入量を調整するかを示す指標である。賃金が割高になれば、資本の投入量が相対的に増えるので代替の弾力性は正である。
生産関数が{\displaystyle f(L,K)}であるとき、対数差分を変化率と解釈すると（つまり{\displaystyle d\ln A=dA/A}）、代替の弾力性は
{\displaystyle \sigma _{KL}={\frac {d\ln(K/L)}{d\ln({\frac {df}{dL}}/{\frac {df}{dK}})}}={\frac {\frac {d(K/L)}{K/L}}{\frac {d({\frac {df}{dL}}/{\frac {df}{dK}})}{{\frac {df}{dL}}/{\frac {df}{dK}}}}}}
とも書ける。また、{\displaystyle \sigma _{KL}=\sigma _{LK}}である。

### 効用関数のケース
消費財1（{\displaystyle x_{1}}）と消費財2（{\displaystyle x_{2}}）の2つの財についても同様の定義ができる。効用関数を{\displaystyle u(x_{1},x_{2})}と置き、限界効用を{\displaystyle MU_{i}=du(x_{1},x_{2})/d{c_{i}}}としたとき、代替の弾力性{\displaystyle \sigma }は、
{\displaystyle \sigma _{12}={\frac {d(x_{1}/x_{2})/(x_{1}/x_{2})}{d(MU_{2}/MU_{1})/(MU_{2}/MU_{1})}}={\frac {d(x_{1}/x_{2})/(x_{1}/x_{2})}{d(p_{2}/p_{1})/(p_{2}/p_{1})}}}
となる。{\displaystyle p_{1},p_{2}}はそれぞれ財1、財2の価格である。財の相対価格が変化したときに、消費者がそれぞれの財の消費量をどれくらい調整するかを示す指標である。財2が割高になれば、財1の消費量が相対的に増えるので代替の弾力性は正である。
対数差分を変化率と解釈すると（つまり{\displaystyle d\ln A=dA/A}）、代替の弾力性は以下のようにも書ける。
{\displaystyle \sigma _{12}={\frac {d\ln(x_{1}/x_{2})}{d\ln(MU_{2}/MU_{1})}}={\frac {\frac {d(x_{1}/x_{2})}{x_{1}/x_{2}}}{\frac {d(MU_{2}/MU_{1})}{MU_{2}/MU_{1}}}}}
生産関数のときと同様、{\displaystyle \sigma _{21}=\sigma _{12}}である。

### その他の関連概念
動学的なモデルでは、時点{\displaystyle t}の消費と時点{\displaystyle t+1}の消費の代替の弾力性を定義することもでき、それは異時点間の代替の弾力性と呼ばれる。代替の弾力性の逆数は補完の弾力性と呼ばれる。外国財と自国財の代替の弾力性はアーミントン弾力性と呼ばれる。

## 例

### コブ＝ダグラス型関数
コブ＝ダグラス型効用関数{\displaystyle u(x_{1},x_{2})=x_{1}^{\alpha }x_{2}^{1-\alpha }}を考える。予算制約{\displaystyle p_{1}x_{1}+p_{2}x_{2}=I}の下で効用最大化問題と解くと、以下のような需要関数が得られる。
{\displaystyle x_{1}={\frac {\alpha I}{p_{1}}},x_{2}={\frac {(1-\alpha )I}{p_{2}}}}
財1への需要の財2への需要に対する比率は{\displaystyle {\frac {x_{1}}{x_{2}}}={\frac {\alpha }{1-\alpha }}{\frac {p_{2}}{p_{1}}}}となる。したがって、価格比で微分すると{\displaystyle d\left({\frac {x_{1}}{x_{2}}}\right)/\left({\frac {p_{2}}{p_{1}}}\right)={\frac {\alpha }{1-\alpha }}}となる。需要の比{\displaystyle {\frac {x_{1}}{x_{2}}}={\frac {\alpha }{1-\alpha }}{\frac {p_{2}}{p_{1}}}}を価格比{\displaystyle {\frac {p_{2}}{p_{1}}}}で割ると、{\displaystyle \left({\frac {x_{1}}{x_{2}}}\right)/\left({\frac {p_{2}}{p_{1}}}\right)={\frac {\alpha }{1-\alpha }}}となる。したがって、代替の弾力性は、
{\displaystyle {\frac {d(x_{1}/x_{2})/(p_{2}/p_{1})}{(x_{1}/x_{2})/(p_{2}/p_{1})}}={\frac {\alpha /(1-\alpha )}{\alpha /(1-\alpha )}}=1}
となる。コブ＝ダグラス型関数の場合は代替の弾力性は1である。

### CES型関数
CES型効用関数{\displaystyle u(x_{1},x_{2})=\left(x_{1}^{\frac {\sigma -1}{\sigma }}+x_{2}^{\frac {\sigma -1}{\sigma }}\right)^{\frac {\sigma }{\sigma -1}}}を考える。予算制約{\displaystyle p_{1}x_{1}+p_{2}x_{2}=I}の下で効用最大化問題と解くと、以下のような需要関数が得られる。
{\displaystyle x_{1}={\frac {p_{1}^{-\sigma }}{p_{1}^{1-\sigma }+p_{2}^{1-\sigma }}}I,x_{2}={\frac {p_{2}^{-\sigma }}{p_{1}^{1-\sigma }+p_{2}^{1-\sigma }}}I}
財1への需要の財2への需要に対する比率は{\displaystyle {\frac {x_{1}}{x_{2}}}=\left({\frac {p_{2}}{p_{1}}}\right)^{\sigma }I}となる。したがって、価格比で微分すると{\displaystyle d\left({\frac {x_{1}}{x_{2}}}\right)/\left({\frac {p_{2}}{p_{1}}}\right)=\sigma \left({\frac {p_{2}}{p_{1}}}\right)^{\sigma -1}I}となる。需要の比{\displaystyle {\frac {x_{1}}{x_{2}}}=\left({\frac {p_{2}}{p_{1}}}\right)^{\sigma }I}を価格比{\displaystyle {\frac {p_{2}}{p_{1}}}}で割ると、{\displaystyle \left({\frac {x_{1}}{x_{2}}}\right)/\left({\frac {p_{2}}{p_{1}}}\right)=\left({\frac {p_{2}}{p_{1}}}\right)^{\sigma -1}I}となる。
したがって、代替の弾力性は、
{\displaystyle {\frac {d(x_{1}/x_{2})/(p_{2}/p_{1})}{(x_{1}/x_{2})/(p_{2}/p_{1})}}={\frac {\sigma \left({\frac {p_{2}}{p_{1}}}\right)^{\sigma -1}I}{\left({\frac {p_{2}}{p_{1}}}\right)^{\sigma -1}I}}=\sigma }
となる。CES型関数の場合は代替の弾力性は{\displaystyle \sigma }である。

### その他の関数
線形効用関数{\displaystyle u(x_{1},x_{2})=x_{1}+x_{2}}を考える。このとき、2財は完全代替（perfect substitute）になるので、代替の弾力性は無限大になる。つまり、2財の相対価格が微小に変化したとき、2財への相対需要の変化は無限大になる。
レオンチェフ型効用関数{\displaystyle u(x_{1},x_{2})=\min \left\{x_{1},x_{2}\right\}}を考える。このとき、2財は完全補完（perfect complement）になるので、代替の弾力性はゼロになる。つまり、2財の相対価格が変化しても2財への相対需要量は変化しない。

## 経済学的解釈

### 同質性・異質性の程度
生産者理論的には、代替の弾力性が大きいことは、生産要素の相対価格の変化に対して生産要素への相対需要が大きく変化するということである。つまり、生産要素の同質性が高いということである。
消費者理論的には、代替の弾力性が大きいということは、財の相対価格の変化に対して財への相対需要が大きく変化するということである。つまり、財の同質性が高いということである。

### 支出比率
{\displaystyle s_{21}}を財2への（財1に対する）支出比率{\displaystyle s_{21}\equiv {\frac {p_{2}x_{2}}{p_{1}x_{1}}}}とする。
相対価格{\displaystyle p_{2}/p_{1}}が変化すると、相対支出は以下の弾力性で変化する。
{\displaystyle {\frac {ds_{21}}{d\left(p_{2}/p_{1}\right)}}={\frac {x_{2}}{x_{1}}}+{\frac {p_{2}}{p_{1}}}\cdot {\frac {d\left(x_{2}/x_{1}\right)}{d\left(p_{2}/p_{1}\right)}}={\frac {x_{2}}{x_{1}}}\left(1+{\frac {d\left(x_{2}/x_{1}\right)}{d\left(p_{2}/p_{1}\right)}}\cdot {\frac {p_{2}/p_{1}}{x_{2}/x_{1}}}\right)={\frac {x_{2}}{x_{1}}}\left(1-\sigma _{21}\right)}
このように、財2の相対価格の上昇が財2への支出を増加させるかどうかは代替の弾力性が1よりも大きいかどうかに依存する。
財2の価格の上昇は、（需要を一定とした下で）財2への支出を増加させる（価格効果）。一方で、財2がギッフェン財でないのであれば、財2の相対価格の上昇は財2への需要、すなわち財2の消費量を減少させる（需要効果）。需要効果は財2への支出を減少させるように作用する。これら2つの効果のどちらが上回るかは代替の弾力性の大きさに依存する。
- 代替の弾力性が1よりも小さいときは、価格効果が需要効果を上回る。このとき2つの財は補完財であるという。
- 代替の弾力性が1よりも大きいときは、需要効果が価格効果を上回る。このとき2つの財は代替財であるという。
- 代替の弾力性が1であるとき（コブ＝ダグラス型関数のとき）は、価格効果と需要効果が一致する。つまり、支出シェアは価格に依存しない。

## 応用研究・推定値

### 国際貿易
国際貿易の実証研究では産業内のバラエティ間の代替の弾力性が推定されている。例えば、ロバート・フィーンストラは以下のような推定値を得ている。より同質的な金塊や銀塊で代替の弾力性が大きくなっていることがわかる。
| 産業           | 代替の弾力性の推定値 |
| -------------- | -------------------- |
| 運動靴         | 6.23                 |
| ニットシャツ   | 5.83                 |
| 棒鋼           | 3.59                 |
| 鉄板           | 4.21                 |
| テレビ受信機   | 8.38                 |
| タイプライター | 2.96                 |
| 金塊           | 27.2                 |
| 銀塊           | 42.9                 |

代替の弾力性{\displaystyle \sigma }は、同質的企業の独占的競争市場の貿易モデルから導出される貿易の利益を測る式
貿易の利益 {\displaystyle =\left({\frac {\lambda ^{\prime }}{\lambda }}\right)^{-1/(\sigma -1)}}
に現れる。ただし、{\displaystyle \lambda }は閉鎖経済における自国市場産の財への支出比率、{\displaystyle \lambda ^{\prime }}は貿易自由化後の支出比率である。したがって、代替の弾力性のパラメーター{\displaystyle \sigma }を正しく推定することが貿易の利益を測る上で重要となる。

### 労働経済学
移民の経済効果を推定する際に、移民労働者と自国民の労働者の代替の弾力性が重要な役割を果たす。アメリカの1990-2006年のデータからは、移民労働者と国内労働者の代替の弾力性は平均して約20で、代替性があまり高くない（労働者を採用する側からは異なったタイプの労働者であると認識されている）と述べられている。この代替の弾力性は教育水準の低い労働者に限ると12.5、若年労働者に限ると6.6まで低下し、差別化の程度が大きくなることが示されている。

### 国際マクロ経済学
リアルビジネスサイクル理論で理論的に整合的であるために必要なアーミントン弾力性（自国財と外国財の代替の弾力性）の大きさと、国際貿易の実証研究で推定されるアーミントン弾力性の大きさが異なることは国際弾力性パズル（英: The international elasticity puzzle）と呼ばれる。